# Rehmen (Oppurg)

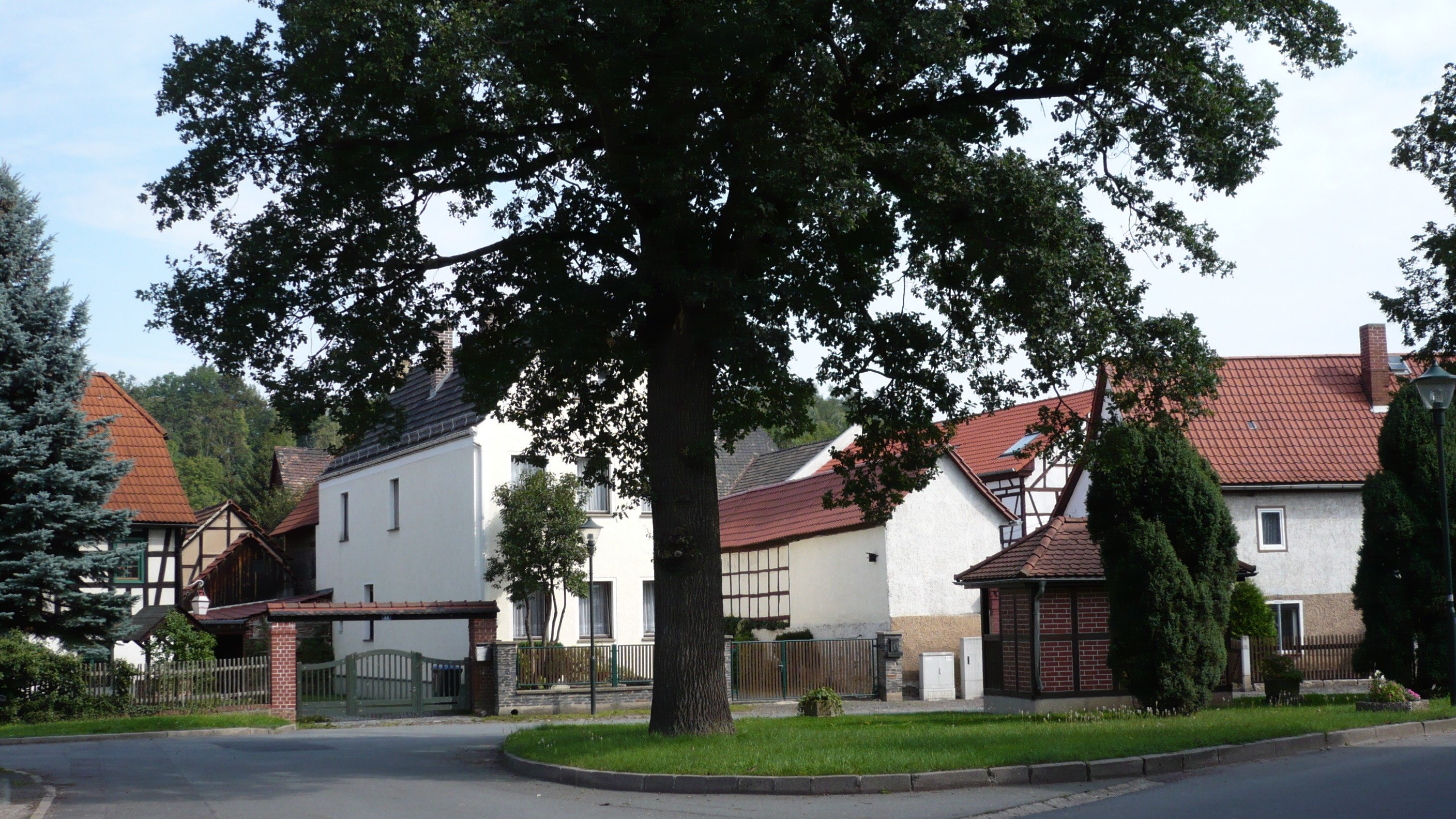
Kaiser-Eiche am Dorfplatz Rehmen, gepflanzt im Jahr 1897.

Rehmen ist ein Ortsteil der Gemeinde Oppurg im thüringischen Saale-Orla-Kreis.

## Geografie
Rehmen liegt an dem Flüsschen Orla. Westlich nach dem Ort ändert die Orla ihren Lauf von Ost gen West nach Norden in Richtung Orlamünde an der Saale. Nordwestlich des Dorfes befindet sich der Rehmer See und nördlich beginnen die bewaldeten Anhöhen Richtung Langendembach. Die Orlaaue ist ein grundwassernaher und fruchtbarer Standort. Südlich des Dorfes führen die Bundesstraße 281 von Gera nach Saalfeld und die Bahnstrecke Gera-Saalfeld vorbei. Pößneck liegt westlich und Oppurg östlich nahe am Dorf.

## Geschichte
Eine vor- und frühgeschichtliche Besiedlung des Orlatals lässt sich mit den unweit von Oppurg am zerklüfteten Zechsteinriff geborgenen Funden nachweisen. Urkundlich wurde Rehmen 1350 erstmals genannt. 1871 erhielt Oppurg Anschluss an die Eisenbahn, 1912 wurden sowohl die Strecken nach Oppurg, Kolba und Rehmen elektrifiziert. Das Dorf war und ist landwirtschaftlich geprägt.

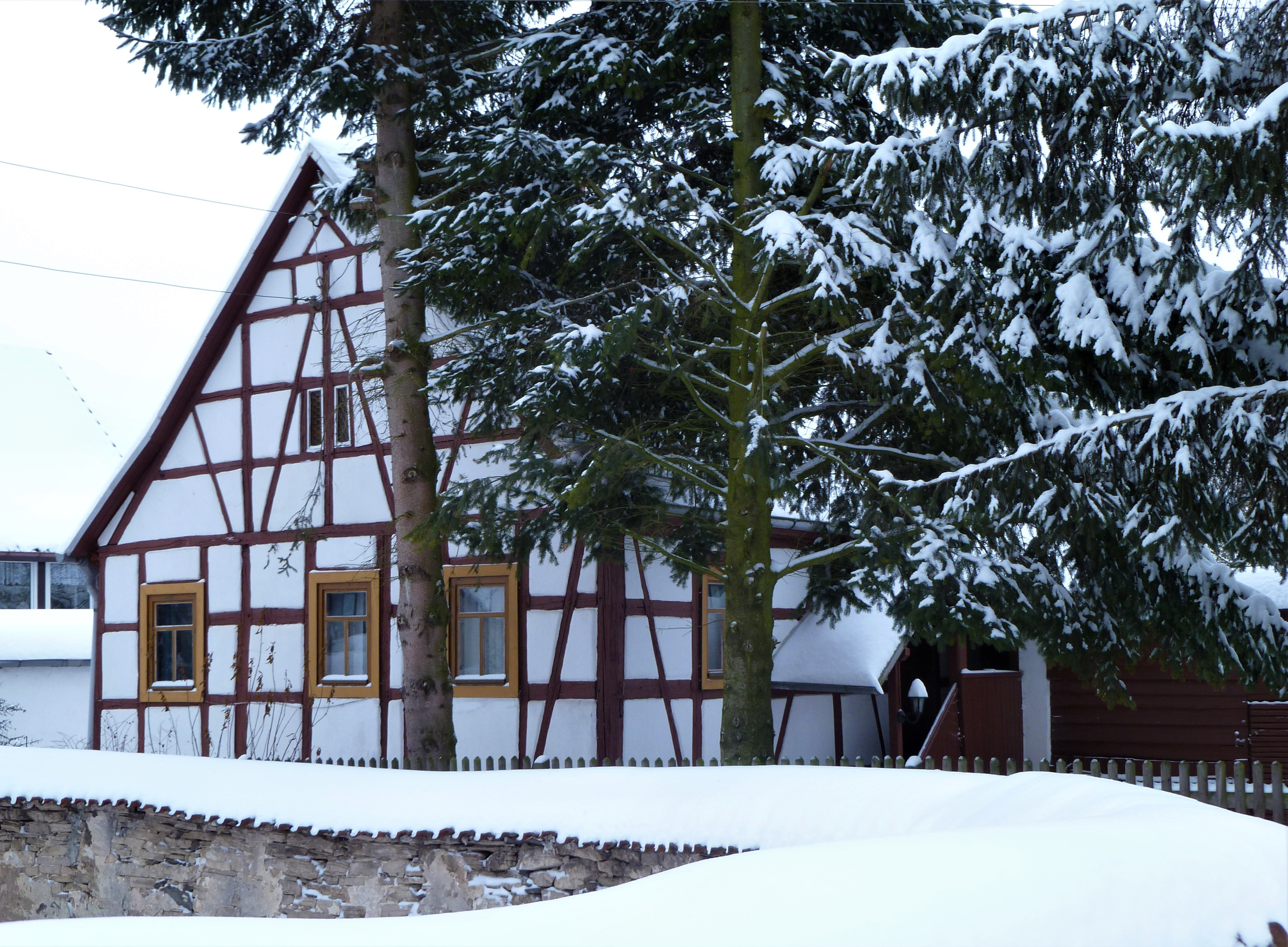
Häusleranwesen hinter der Kirche
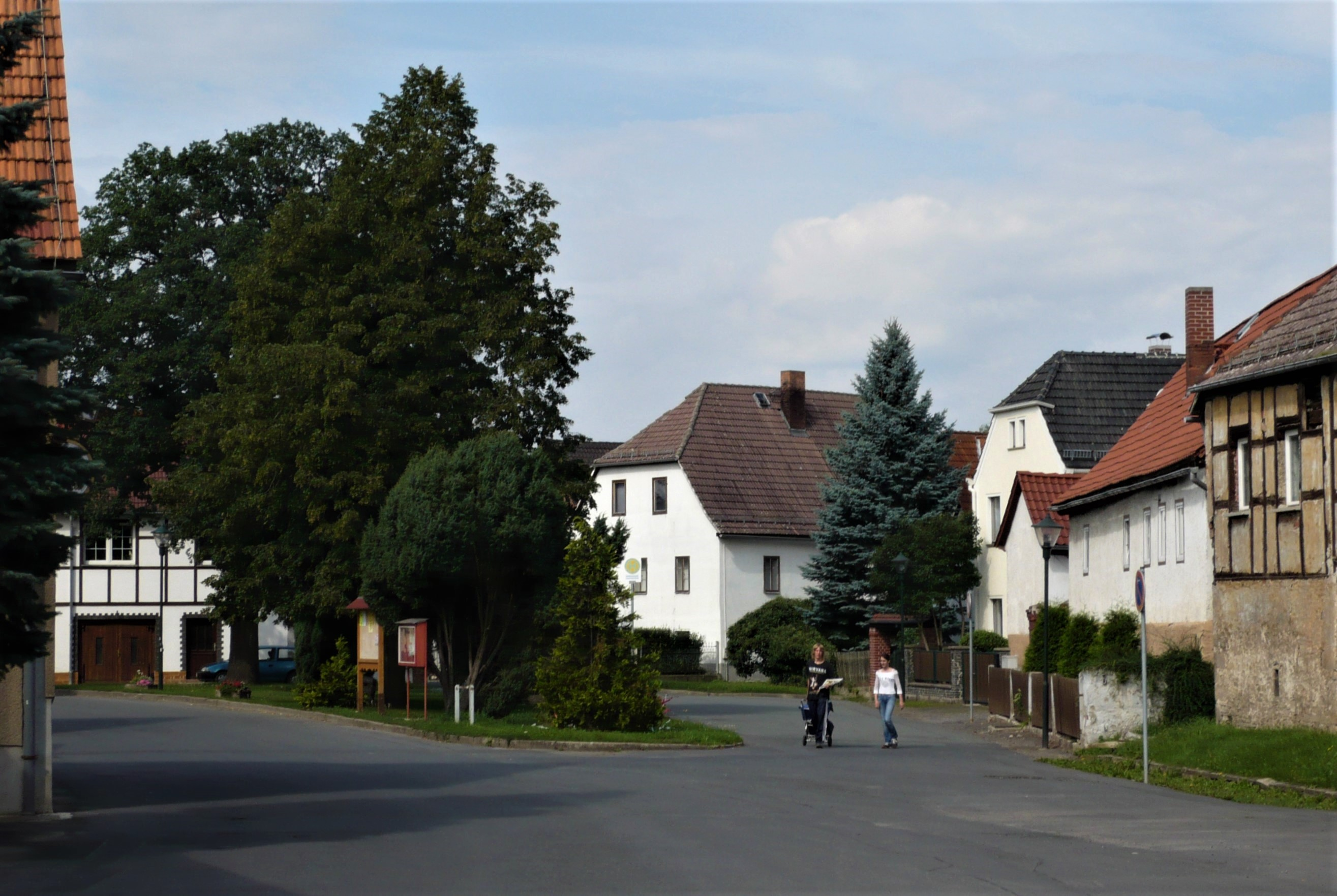
Große Linde, umgeben von zwölf Gehöften des 17. bis 19. Jh.
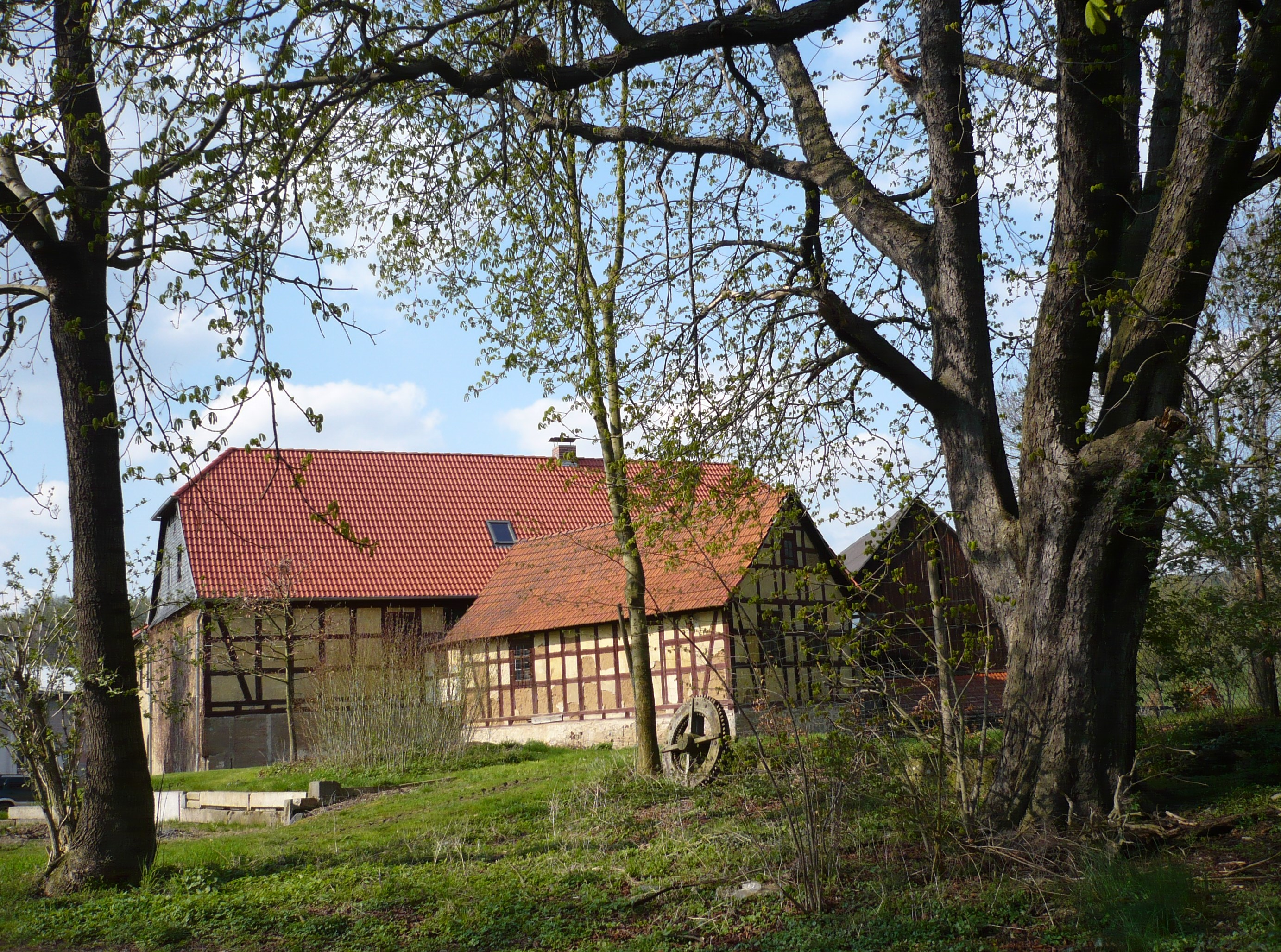
Drechsel'sche Mühle, um 1540 erstmals erwähnt.
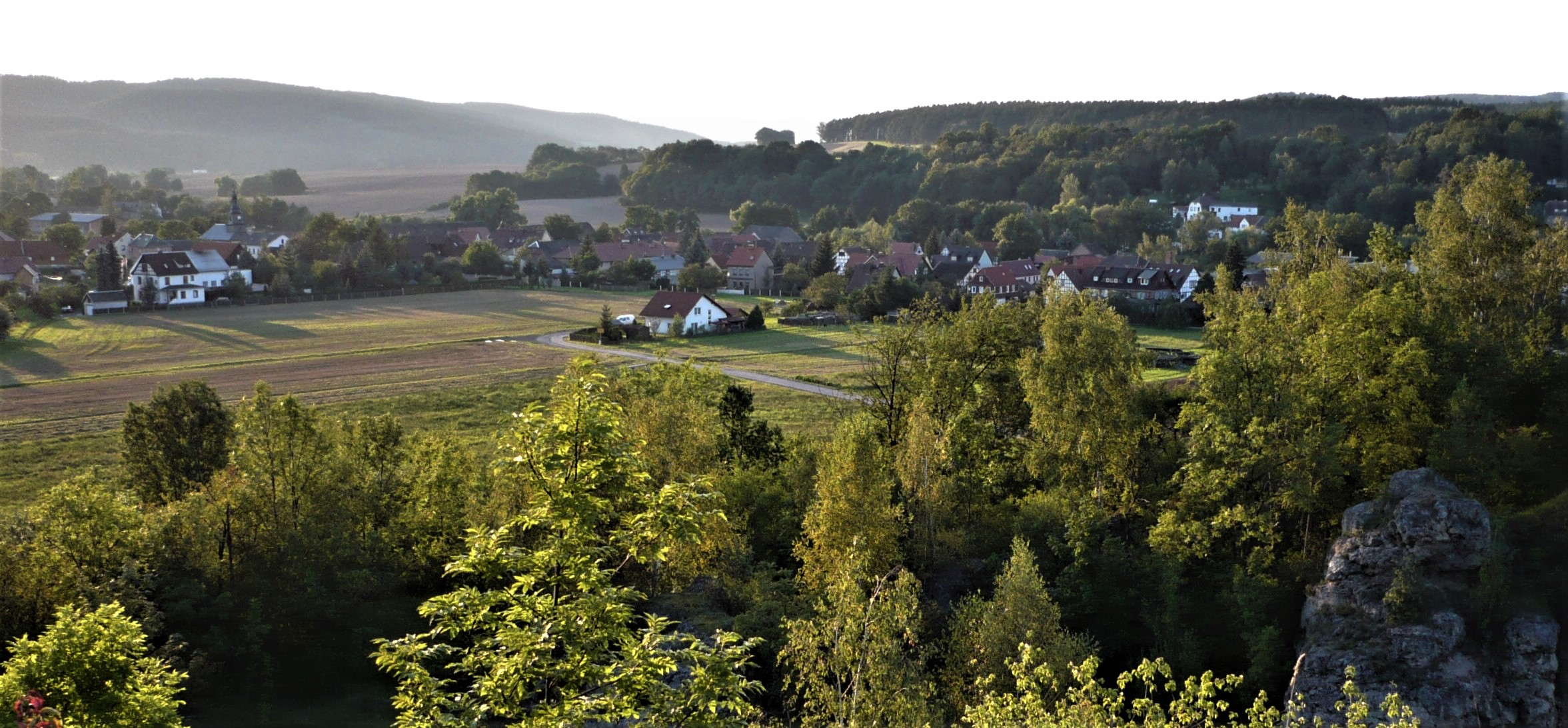
Blick vom Gamsenberg
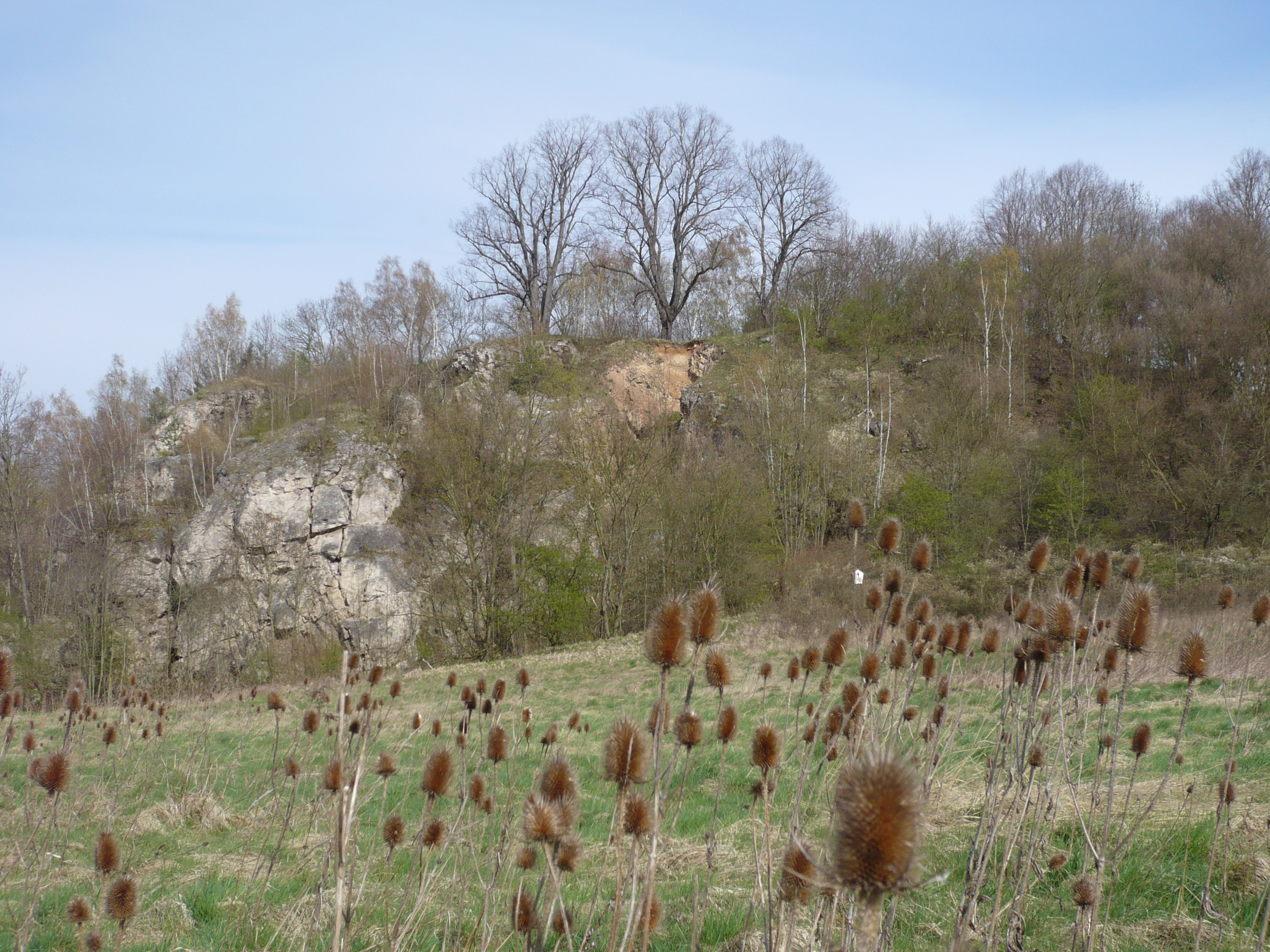
Gamsenberg zwischen Rehmen und Oppurg
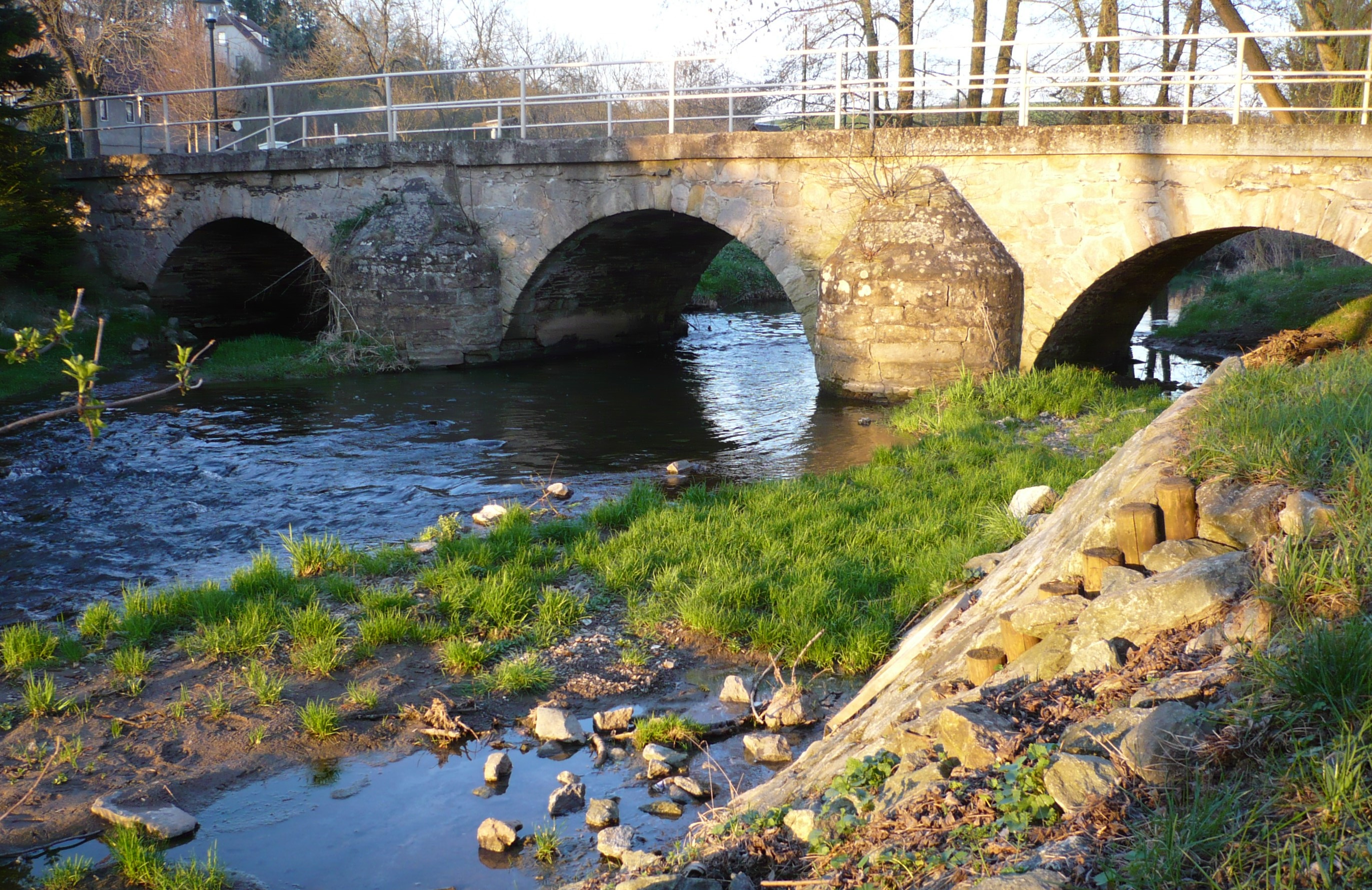
Mittelalterliche Steinbogenbrücke über die Orla

## Sehenswürdigkeiten
- Dorfkirche Rehmen
- Älteste historische Steinbogenbrücke am Flusslauf der Orla; erstmals erwähnt im Jahr 1521[5]

- Historischer Dorfkern mit Gehöftanlagen des 17. bis 19. Jahrhunderts
- Drechselsche Mühle; seit dem frühen 16. Jahrhundert zentrale Wassermühle (Mahl-, Öl- und Sägemühle) der Brandensteiner Grundherrschaft in Oppurg; seit dem 18. Jahrhundert in privater Hand wechselnder Müllerdynastien wie Nicklas, Wieduwilt, Pestel und Drechsel; zeitweise nutzten bis zu drei Wasserräder das Wasser von Orla und Gamse
- Zechsteinriff, Flächennaturdenkmal und archäologischer Fundplatz Gamsenberg, einer der sagenreichsten Berge Thüringens
- Rehmer Moor (auch Rehmer See), geologische Besonderheit einer vermoorten Erdfallsenke, Naturbiotop, im 19. Jahrhundert Torfgrube, 1910–1980 bedeutsamer historischer Badeort, Sommerfrische und Künstlerdomizil